# Calle 19 (estación)
La estación sencilla Calle 19 hizo parte del sistema de transporte masivo de Bogotá llamado TransMilenio, el cual fue inaugurado en el año 2000. Estuvo en funcionamiento hasta el 8 de marzo de 2025, fecha en la que fue cerrada para llevar a cabo su demolición completa para iniciar las labores de construcción de una nueva estación, debido al paso del viaducto de la primera línea del metro de Bogotá.

## Ubicación
La estación estará ubicada en el centro de la ciudad, más específicamente en la Avenida Caracas entre la Calle 17 y la Avenida Ciudad de Lima.
Atenderá la demanda de los barrios La Capuchina, La Favorita, La Alameda y alrededores.
En las cercanías están la zona comercial y ópticas de la Calle 19 y el Centro Comercial Megacentro.

## Origen del nombre
La estación recibió su nombre de la importante Avenida en la que se ubica: la Calle 19; también llamada Avenida Ciudad de Lima. Es un eje importante en la zona central de la ciudad.

## Historia
En el año 2000 fue inaugurada la fase I del sistema TransMilenio, desde el Portal 80, hasta la estación Tercer Milenio, incluyendo la estación Calle 19. La estación recibe dicho nombre por la cercanía a dicho corredor vial.
Cuatro meses después de iniciarse la operación de TransMilenio, durante el paro nacional del 9 de abril de 2001, se registraron los primeros ataques contra este sistema. En esa ocasión fueron destruidas, con piedras, las estaciones Calle 22 y Calle 19, donde algunos pasajeros sufrieron heridas leves.
Durante el Paro nacional de 2019, la estación sufrió diversos ataques que afectaron de forma considerable las puertas de vidrio y demás infraestructura de la estación, razón por la cual no estuvo operativa por algunos días luego de lo ocurrido.

### Cierre temporal
En febrero de 2025 se anunció que la estación Calle 19 sería cerrada en su totalidad para ser demolida y así continuar con las obras correspondientes a la cimentación y construcción del viaducto de la línea 1 del Metro de Bogotá sobre el mismo corredor. El 8 de marzo, se hizo efectivo el cierre total de la estación. El desarrollo del proyecto del metro contempla la construcción de los apoyos del viaducto, sobre el cual circularán los trenes del metro, y bajo el mismo funcionará la reconstruida estación Calle 19.

## Servicios de la estación

### Servicios troncales
| Tipo                                            | Rutas al Norte | Rutas al Sur |
| ----------------------------------------------- | -------------- | ------------ |
| Ruta fácil                                      | 3 5 8          | 3 5 8        |
| Expresos todos los días todo el día             | C15            | H15          |
| Expresos lunes a sábado todo el día             | B74 C19 D20    | F19 H20 J74  |
| Expresos lunes a viernes hora pico de la mañana | A61 J76        |              |
| Expresos lunes a viernes hora pico de la tarde  |                | F61 H76      |

### Esquema
| ← Norte         |               |               |               |                 |
| Av. Calle 19    | sin servicios | sin servicios | sin servicios | Calle 17        |
| En construcción | Vagón 3       | Vagón 2       | Vagón 1       | En construcción |
| Av. Calle 19    | sin servicios | sin servicios | sin servicios | Calle 17        |
| Sur →           |               |               |               |                 |

### Servicios urbanos
Así mismo funcionan las siguientes rutas urbanas del SITP en los costados externos a la estación, circulando por los carriles de tráfico mixto sobre la Avenida Caracas, con posibilidad de trasbordo usando la tarjeta TuLlave:
| Código | Sector                | Dirección         | Rutas                               |
| ------ | --------------------- | ----------------- | ----------------------------------- |
| 250A00 | A Barrio La Favorita  | AC 19 - KR 15 BIS | 7 99 120 143 C1A127A153A501A535L307 |
| 251B00 | A Barrio La Favorita  | AC 19 - KR 15 BIS | 128C127G501G519K304K307K324         |
| 043A00 | A Barrio La Capuchina | AC 19 - KR 13     | 97A127A324A704L304L519              |
| 834A00 | A Barrio La Capuchina | CL 17 - KR 13     | Sin rutas                           |

## Ubicación geográfica
| Noroeste: Los Mártires | Norte: A Calle 22      | Nordeste: Santa Fe |
| Oeste: E Paloquemao    |                        | Este: L Las Nieves |
| Suroeste: Los Mártires | Sur: A Avenida Jiménez | Sureste: Santa Fe  |